# Neil Campbell (cyclisme)
Pour les articles homonymes, voir Neil Campbell et Campbell.
Neil Campbell, né le 18 mars 1974 à Wyndham en Australie, est un coureur cycliste britannique ayant représenté la Grande-Bretagne puis la Nouvelle-Zélande en compétition internationale.

## Biographie
En 2000, Neil Campbell est contrôlé positif à l'hormone de croissance HCG lors des championnats de Grande-Bretagne et lors de la manche de coupe du monde de Turin. Écarté de l'équipe olympique, il est disqualifié des compétitions disputées entre le 13 juillet et le 25 août et suspendu un an par la fédération britannique, soit jusqu'en août 2001. Il fait toutefois appel de cette décision et en obtient l'annulation.
Neil Campbell s'installe à Auckland, en Nouvelle-Zélande, au cours de l'année 2001. Il participe aux championnats nationaux sous les couleurs de la province d'Auckland à partir de 2002. Il remporte ainsi les titres de champion de Nouvelle-Zélande du kilomètre en 2003 et de vitesse par équipes en 2006. À partir de 2003, il dispute les compétitions internationales avec l'équipe de Nouvelle-Zélande et remporte plusieurs médailles lors de championnats d'Océanie.

## Palmarès

### Championnats d'Océanie
- 2005
  -  Médaillé de bronze du kilomètre
- 2006
  -  Médaillé d'argent de la poursuite par équipes
  -  Médaillé de bronze du kilomètre
  -  Médaillé de bronze de la vitesse par équipes

### Championnats nationaux
- Champion de Nouvelle-Zélande du kilomètre en 2003
- Champion de Nouvelle-Zélande de vitesse par équipes en 2006